# Associazione Calcio Legnano 1983-1984
Questa voce raccoglie le informazioni riguardanti l'Associazione Calcio Legnano nelle competizioni ufficiali della stagione 1983-1984.

## Stagione

Maurizio Lucchetti (qui al L.R. Vicenza), al Legnano dal 1983 al 1984.

La rosa della stagione precedente viene confermata con pochi movimenti in entrata e in uscita. Il rendimento nel campionato passato è stato infatti ottimo, e ciò inizia a far sognare i tifosi del Legnano. Nell'ambiente lilla l'entusiasmo è tanto, tanto da far balenare l'idea di una possibile promozione in Serie B. Nel girone del Legnano sono presenti molte delle squadre che sfidarono i Lilla  negli anni cinquanta ai massimi livelli del calcio come Ancona, Bologna, Modena, Reggiana, SPAL, Treviso e Vicenza, e ciò accende ulteriormente gli entusiasmi. Il campo, però, dà un altro responso: il Legnano disputa un campionato mediocre e si salva con molte sofferenze.
Nella stagione 1983-84 il Legnano disputa il girone A della Serie C1 giungendo 13º ed ottenendo la salvezza grazie a 29 punti in classifica, a due lunghezze dalla zona retrocessione. In Coppa Italia Serie C, i Lilla giungono al primo posto del girone C a pari punti con la Pro Patria, che eliminano grazie alla migliore differenza reti, ma vengono a loro volta eliminati nei sedicesimi di finale dal Vicenza. A metà stagione l'allenatore Pietro Maroso viene sostituito da Romualdo Capocci.

## Divise e sponsor
| Casa |

## Organigramma societario
Area direttiva
- Presidente: comm. Giovanni Mari

Area tecnica
- Allenatore: Pietro Maroso poi Romualdo Capocci

## Rosa
| N. |                   | Ruolo | Calciatore         |
| -- | ----------------- | ----- | ------------------ |
|    | Italia (bandiera) | A     | Roberto Baldan     |
|    | Italia (bandiera) | P     | Luigi Belletta     |
|    | Italia (bandiera) | C     | Dario Bottoni      |
|    | Italia (bandiera) | A     | Riccardo Bulgarani |
|    | Italia (bandiera) | D     | Luigi Cappelletti  |
|    | Italia (bandiera) | C     | Dario Catena       |
|    | Italia (bandiera) | D     | Giovanni Cozzi     |
|    | Italia (bandiera) | C     | Vito De Lorentis   |
|    | Italia (bandiera) | P     | Leopoldo Fabris    |
|    | Italia (bandiera) | A     | Davide Fontolan    |

| N. |                   | Ruolo | Calciatore          |
| -- | ----------------- | ----- | ------------------- |
|    | Italia (bandiera) | C     | Daniele Fortunato   |
|    | Italia (bandiera) | C     | Luca Landonio       |
|    | Italia (bandiera) | D     | Oscar Lesca         |
|    | Italia (bandiera) | A     | Maurizio Lucchetti  |
|    | Italia (bandiera) | C     | Gaetano Paolillo    |
|    | Italia (bandiera) | D     | Davide Roncaglia    |
|    | Italia (bandiera) | C     | Giovanni Rota       |
|    | Italia (bandiera) | C     | Giovanni Xotta      |
|    | Italia (bandiera) | D     | Fabrizio Zoppellaro |
|    | Italia (bandiera) | D     | Luigi Zubiani       |

## Risultati

### Serie C1

#### Girone di andata
| Arbitro: | Schiavon (Padova) |

|            |           |               |
| Frinzi 86’ | Marcatori | 17’ Lucchetti |

| Arbitro: | Agnelli (Siena) |

|  |           |             |
|  | Marcatori | 19’ Barbuti |

| Arbitro: | Fassari (Catania) |

|                          |           |            |
| Pasciullo 30’ Rondon 59’ | Marcatori | 49’ Catena |

| Arbitro: | Tuveri (Cagliari) |

|               |           |  |
| Lucchetti 68’ | Marcatori |  |

| Arbitro: | Baldacci (Torino) |

|                                                    |           |                   |
| Trombetta 48’ Lamia Caputo 53’ De Gradi 85’ (rig.) | Marcatori | 1’, 22’ Lucchetti |

| Arbitro: | Di Cola (Avezzano) |

|                          |           |  |
| Lucchetti 17’ Baldan 35’ | Marcatori |  |

| Arbitro: | Perdonò (Foggia) |

|                                  |           |               |
| Bartolini 12’ Gadda 90+2’ (rig.) | Marcatori | 77’ Lucchetti |

| Arbitro: | Gava (Conegliano) |

|                                                       |           |  |
| Costa 6’ D'Este 29’ Cinquetti 40’ (rig.) Biagetti 87’ | Marcatori |  |

| Legnano 13 novembre 1983 9ª giornata | Legnano            | 0 – 0 | Fanfulla | Stadio Comunale\| Arbitro: \| Baldini (Piacenza) \| |
| Arbitro:                             | Baldini (Piacenza) |       |          |                                                     |

| Arbitro: | Nepi (Ascoli Piceno) |

|           |           |  |
| Bardi 69’ | Marcatori |  |

| Arbitro: | Catania (Roma) |

|                                 |           |                 |
| Lucchetti 30’ Baldan 33’ (rig.) | Marcatori | 1’ G. Carnevale |

| Arbitro: | Laricchia (Bari) |

|              |           |                   |
| Landonio 60’ | Marcatori | 61’ (rig.) Gritti |

| Treviso 11 dicembre 1983 13ª giornata | Treviso           | 0 – 0 | Legnano | Stadio Omobono Tenni\| Arbitro: \| Caprini (Perugia) \| |
| Arbitro:                              | Caprini (Perugia) |       |         |                                                         |

| Arbitro: | Tuveri (Cagliari) |

|  |           |                         |
|  | Marcatori | 23’ Frutti 37’ F. Ferri |

| Arbitro: | Bruschini (Firenze) |

|                                |           |             |
| Del Prete 36’, 90’ Allievi 67’ | Marcatori | 20’ Bottoni |

| Legnano 15 gennaio 1984 16ª giornata | Legnano           | 0 – 0 | Carrarese | Stadio Comunale\| Arbitro: \| Dal Forno (Ivrea) \| |
| Arbitro:                             | Dal Forno (Ivrea) |       |           |                                                    |

| Arbitro: | Di Cola (Avezzano) |

|                 |           |            |
| Re 16’ Rosi 29’ | Marcatori | 71’ Catena |

#### Girone di ritorno
| Arbitro: | Amendolia (Messina) |

|  |           |             |
|  | Marcatori | 44’ Zandegù |

| Arbitro: | Bruni (Arezzo) |

|                         |           |  |
| Barbuti 21’ Mariani 29’ | Marcatori |  |

| Arbitro: | Caprini (Perugia) |

|  |           |          |
|  | Marcatori | 80’ Grop |

| Arbitro: | Gava (Conegliano) |

|  |           |               |
|  | Marcatori | 70’ Lucchetti |

| Arbitro: | Baroni (Macerata) |

|                |           |             |
| Zoppellaro 67’ | Marcatori | 8’ Ferretti |

| Sanremo 4 marzo 1984 23ª giornata | Sanremese          | 0 – 0 | Legnano | Stadio Comunale\| Arbitro: \| Scalcione (Matera) \| |
| Arbitro:                          | Scalcione (Matera) |       |         |                                                     |

| Arbitro: | Cassi (Pisa) |

|                             |           |  |
| Fortunato 44’ Lucchetti 55’ | Marcatori |  |

| Arbitro: | Greco (Lecce) |

|               |           |  |
| Lucchetti 76’ | Marcatori |  |

| Arbitro: | Mele (Bergamo) |

|  |           |               |
|  | Marcatori | 25’ Lucchetti |

| Arbitro: | Bin (Torino) |

|                           |           |  |
| Lucchetti 16’, 70’ (rig.) | Marcatori |  |

| Trento 15 aprile 1984 28ª giornata | Trento              | 0 – 0 | Legnano | Stadio Briamasco\| Arbitro: \| Bailo (Novi Ligure) \| |
| Arbitro:                           | Bailo (Novi Ligure) |       |         |                                                       |

| Arbitro: | Baldas (Trieste) |

|                          |           |               |
| Mossini 16’ Lombardi 34’ | Marcatori | 67’ Lucchetti |

| Arbitro: | Pucci (Firenze) |

|            |           |  |
| Baldan 65’ | Marcatori |  |

| Bologna 13 maggio 1984 31ª giornata | Bologna       | 0 – 0 | Legnano | Stadio Renato Dall'Ara\| Arbitro: \| Betti (Siena) \| |
| Arbitro:                            | Betti (Siena) |       |         |                                                       |

| Arbitro: | Greco (Lecce) |

|                                      |           |              |
| Baldan 38’ Lucchetti 70’ (rig.), 87’ | Marcatori | 75’ Messersì |

| Arbitro: | De Santis (Treviso) |

|           |           |  |
| Corsi 74’ | Marcatori |  |

| Arbitro: | Mariotti (Pontedera) |

|  |           |               |
|  | Marcatori | 66’ (rig.) Re |

### Coppa Italia Serie C

#### Girone C

##### Girone d'andata
| Val Brembilla 21 agosto 1983 1ª giornata | Brembillese | 0 – 1 | Legnano | Stadio Comunale |
| \| \| \| \| \| \| Marcatori \| . \|      |             |       |         |                 |
|                                          |             |       |         |                 |
|                                          | Marcatori   | .     |         |                 |

| Arbitro: | Baldini (Piacenza) |

|                               |           |  |
| Baldan 16’ Cossaro 52’ (aut.) | Marcatori |  |

| Sant'Angelo Lodigiano 28 agosto 1983 3ª giornata | Sant'Angelo | 2 – 1 | Legnano | Stadio Carlo Chiesa |
| \| \| \| \| \| \| Marcatori \| . \|              |             |       |         |                     |
|                                                  |             |       |         |                     |
|                                                  | Marcatori   | .     |         |                     |

##### Girone di ritorno
| Legnano 31 agosto 1983 4ª giornata | Legnano | 2 – 0 | Brembillese | Stadio Comunale |

| Arbitro: | Mele (Bergamo) |

|                         |           |                        |
| Ramella 32’ Cossaro 66’ | Marcatori | 46’ (rig.) De Lorentis |

| Legnano 11 settembre 1983 6ª giornata | Legnano | 1 – 0 | Sant'Angelo | Stadio Comunale |

#### Sedicesimi di finale
| Vicenza 8 novembre 1983 Andata      | L.R. Vicenza | 0 – 1 | Legnano | Stadio Romeo Menti |
| \| \| \| \| \| \| Marcatori \| . \| |              |       |         |                    |
|                                     |              |       |         |                    |
|                                     | Marcatori    | .     |         |                    |

| Legnano 30 novembre 1983 Ritorno    | Legnano   | 1 – 4 (d.t.s.) | L.R. Vicenza | Stadio Comunale |
| \| \| \| \| \| \| Marcatori \| . \| |           |                |              |                 |
|                                     |           |                |              |                 |
|                                     | Marcatori | .              |              |                 |

## Statistiche

### Statistiche di squadra
| Competizione         | Punti | Totale | Totale | Totale | Totale | Totale | Totale | DR |
| Competizione         | Punti | G      | V      | N      | P      | Gf     | Gs     | DR |
| -------------------- | ----- | ------ | ------ | ------ | ------ | ------ | ------ | -- |
| Serie C1             | 29    | 34     | 10     | 9      | 15     | 26     | 33     | -7 |
| Coppa Italia Serie C | 8     | 6      | 4      | 0      | 2      | 8      | 4      | +4 |

### Statistiche dei giocatori
| Giocatore      | Serie C1 | Serie C1 |
| Giocatore      | Presenze | Reti     |
| -------------- | -------- | -------- |
| R. Baldan      | 29       | 4        |
| L. Belletta    | 34       | 0        |
| D. Bottoni     | 11       | 1        |
| R. Bulgarani   | 8        | 0        |
| L. Cappelletti | 32       | 0        |
| D. Catena      | 34       | 2        |
| G. Cozzi       | 25       | 0        |
| V. De Lorentis | 16       | 0        |
| L. Fabris      | 1        | 0        |
| D. Fontolan    | 13       | 0        |
| D. Fortunato   | 34       | 1        |
| L. Landonio    | 9        | 1        |
| O. Lesca       | 31       | 0        |
| M. Lucchetti   | 31       | 16       |
| G. Paolillo    | 30       | 0        |
| D. Roncaglia   | 8        | 0        |
| G. Rota        | 1        | 0        |
| G. Xotta       | 32       | 0        |
| F. Zoppellaro  | 32       | 1        |
| L. Zubiani     | 17       | 0        |